# Viaducto del Viaur
El viaducto del Viaur (del francés: viaduc du Viaur) es una obra de arte ferroviario de la línea de Castelnaudary a Rodez. Terminado en 1902, cruza el profundo valle del Viaur entre las ciudades de Rodez y Albi. Se encuentra ubicado en las comunas de Tauriac-de-Naucelle (Aveyron) y Tanus (Tarn). Este puente fue objeto de una inscripción como monumento histórico de Francia desde 28 de diciembre de 1984.

## Situación ferroviaria
Este viaducto de vía única se encuentra entre los puntos kilométricos 450,909 y 451,369 de la línea de Castelnaudary a Rodez.

## Historia

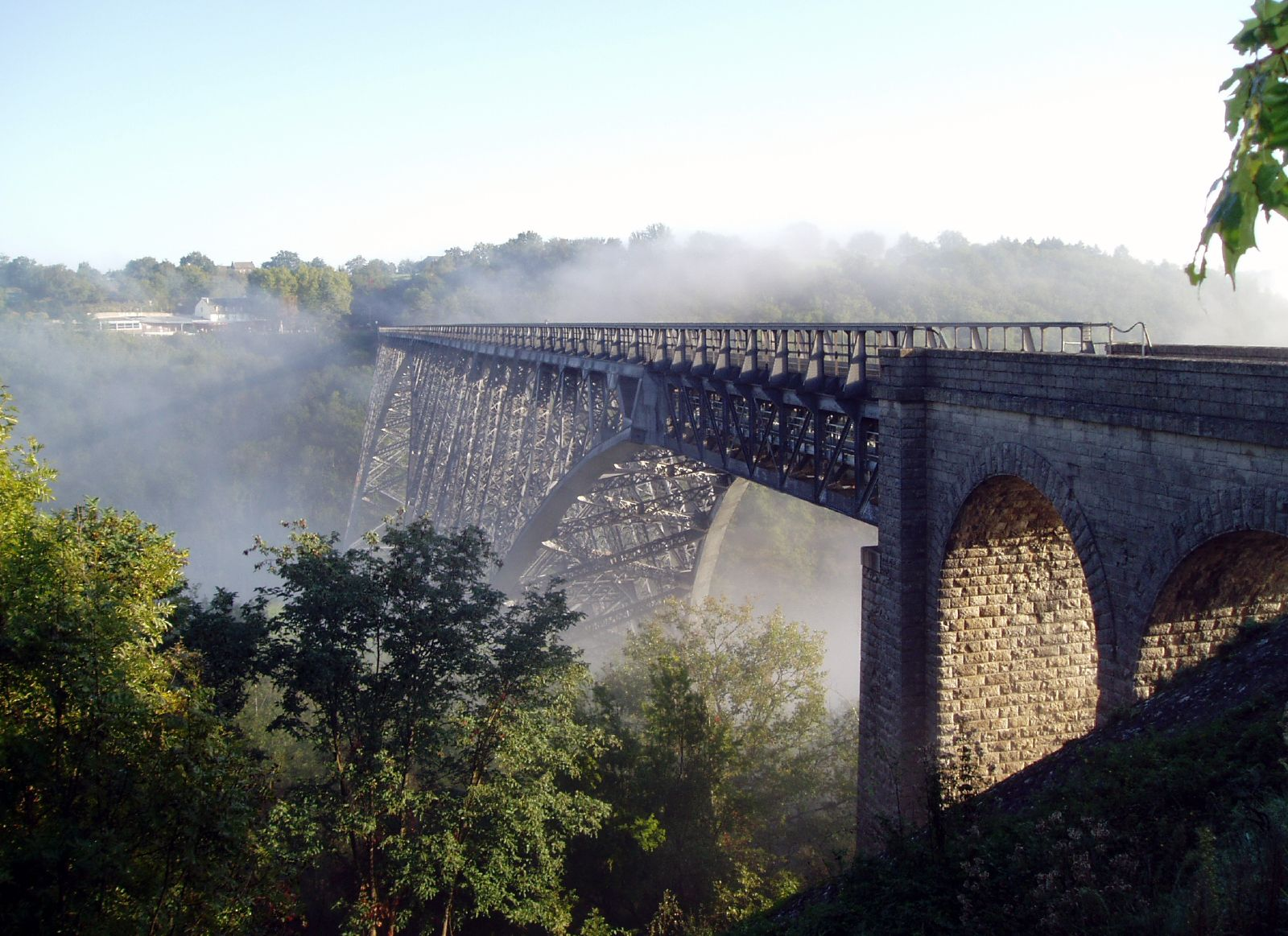
Vista lateral del puente

Tras un concurso abierto en 1887 (para ingenieros entre los que estaba Gustave Eiffel), fue asignado al ingeniero Paul Bodin de la Société de construction des Batignolles (ahora Spie Batignolles), y construido por ésta entre 1895 y 1902, con la ayuda del ingeniero Rosario de Volontat.
Este viaducto fue la última obra de Jean Compagnon, jefe de obra del viaducto de Garabit, del puente Maria Pia, etc., y de la Torre Eiffel, despedido de la empresa Eiffel por Paul Bodin. Murió en 1900 antes de que finalizase la construcción. Su sucesor, Gaboris completará el trabajo.
El viaducto de vía única se encuentra en la línea de Castelnaudary a Rodez. Construido por la Société de construction des Batignolles, fue el arco de acero más largo construido hasta ese momento en la historia. El viaducto tiene, según estimaciones, unas 3.800 toneladas de metal, con un costo total (incluyendo los pilares de mampostería) del orden de los 2,7 millones de francos franceses.
Durante su construcción no se informó de ninguna muerte. El puente fue inaugurado el 5 de octubre de 1902.

## Características

Principio de construcción del puente..

Este puente de acero, ensamblado con remaches, se compone de dos vigas en voladizo equilibradas (en voladizo o cantilever) y articuladas, cada una prolongada por una corta viga de sección constante y un tope en mampostería de dos arcos. Es el único puente de su tipo en Francia. En origen el punto central del puente no fue soldado, el arco principal está dividida en dos partes independientes, cada una capaz de soportar un peso considerable. Ambas partes se soldaron por razones de mantenimiento poco después de la construcción del viaducto.
Con la técnica de voladizos, los viaductos ferroviarios pudieron alcanzar vanos considerables, hasta entonces reservados a los puentes colgantes, entonces poco adecuados para el ferrocarril. El punto culminante será el segundo puente de Quebec (1917).
El viaducto de Viaur es fácilmente reconocible entre todos los de su tipo por su silueta, ya que la vía férrea discurre por encima y no por el centro de la estructura, como sucede en otros puentes de vigas en ménsula.
- longitud total de la obra: 460 m.[6]
- Altura: 116 m[2] sobre el río, 54 mpor encima de los soportes.
- Distancia entre apoyos: 220 m.[2]
- Masa metálica: 3800 t.

## Anécdotas

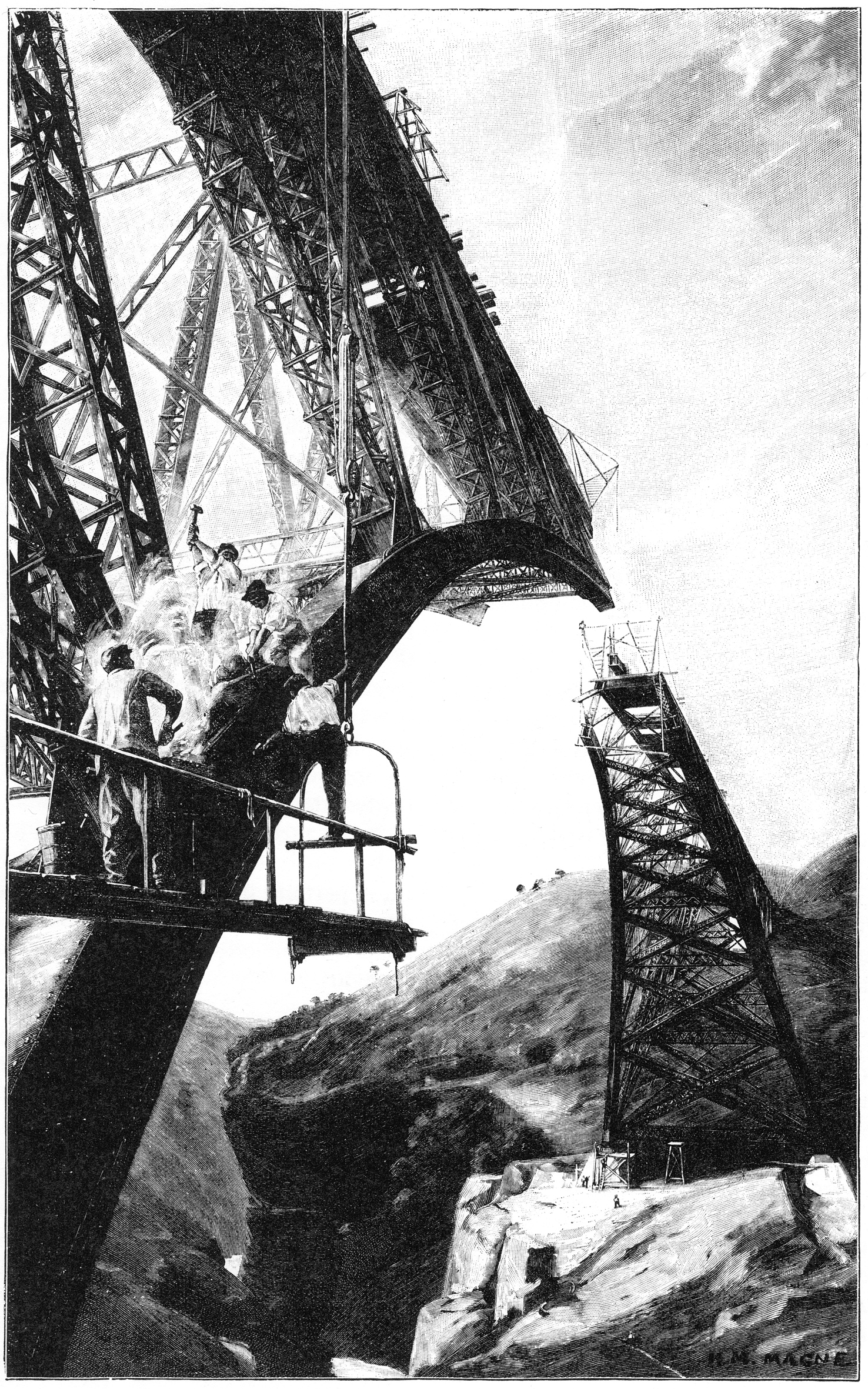
Construction d'un viaduc

El montaje del viaducto del Viaur inspiró al pintor H.-M. Magne, para su pintura Construction d'un viaduc, donde se ve un equipo de remachadores en el trabajo, encaramados en un andamio volante.
La creación del viaducto del Viaur, con las consecuencias positivas que tuvo en la economía agrícola del Ségala, es el tema de la novela de Joan Bodon, Lo Pan de Froment («El pan de froment»).

## Galería de imágenes

Construcción del puente
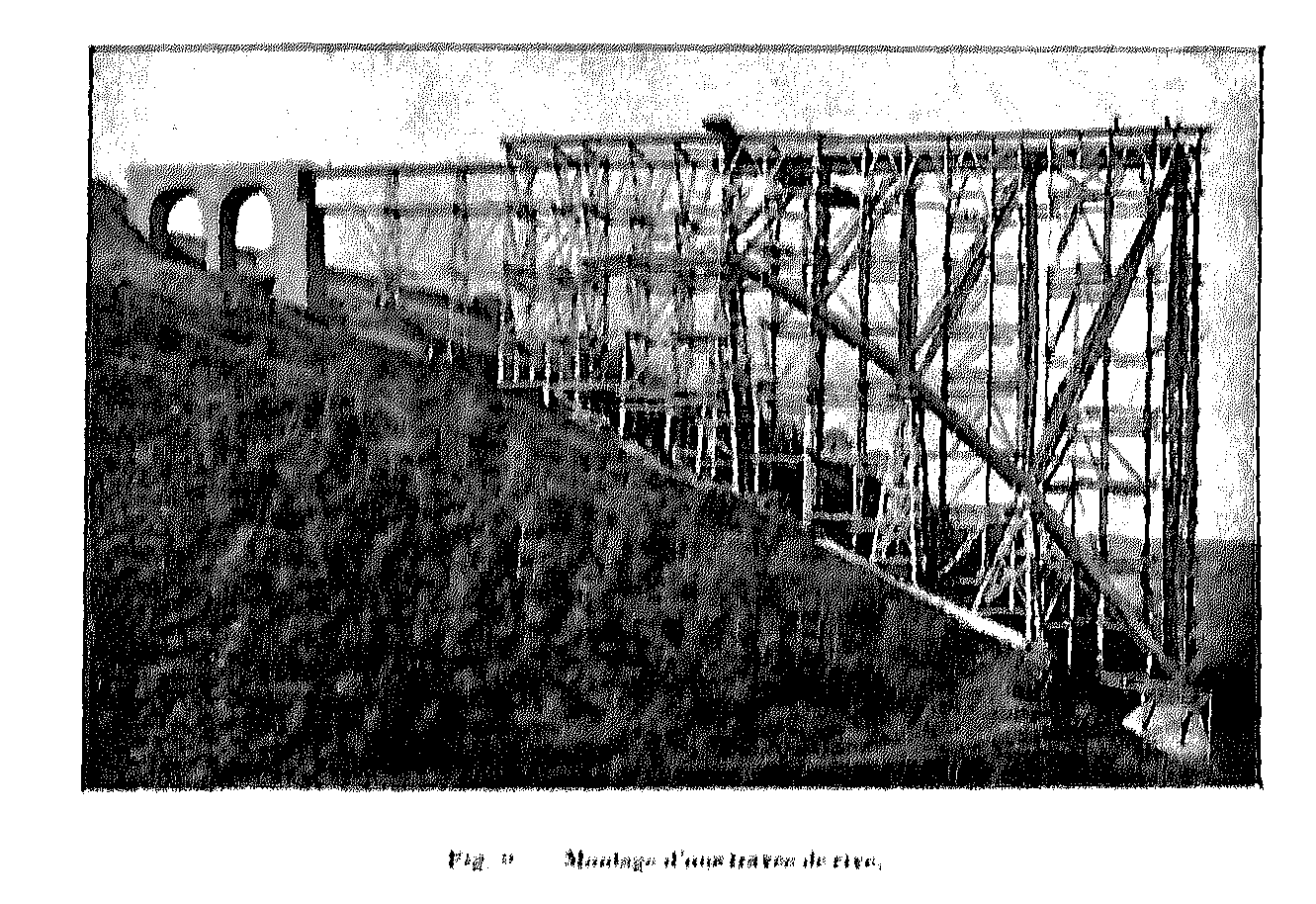
Montaje del tope sobre una de las orillas Montage du culée sur une des rives.
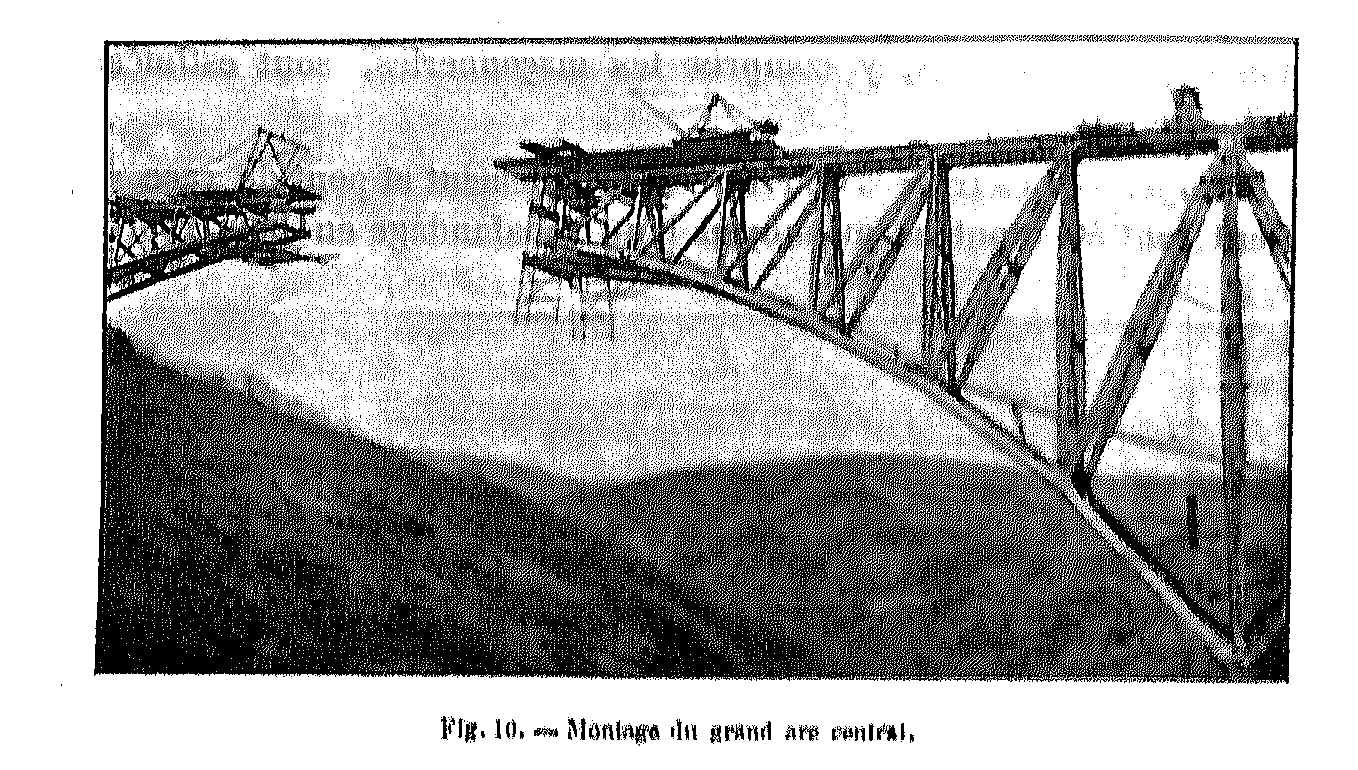
Montaje del gran arco en el cento.
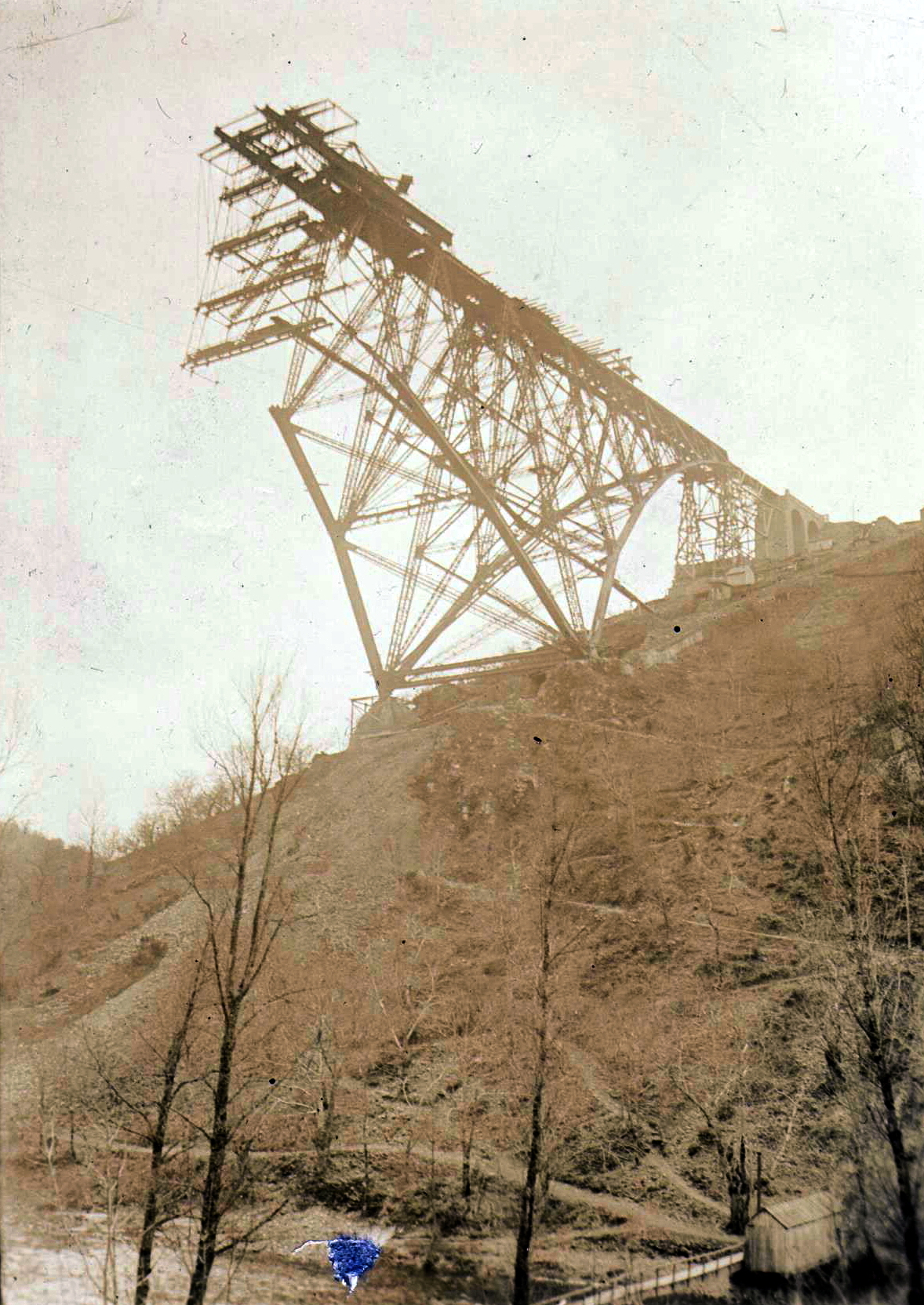
Viaducto del Viaur en construcción.
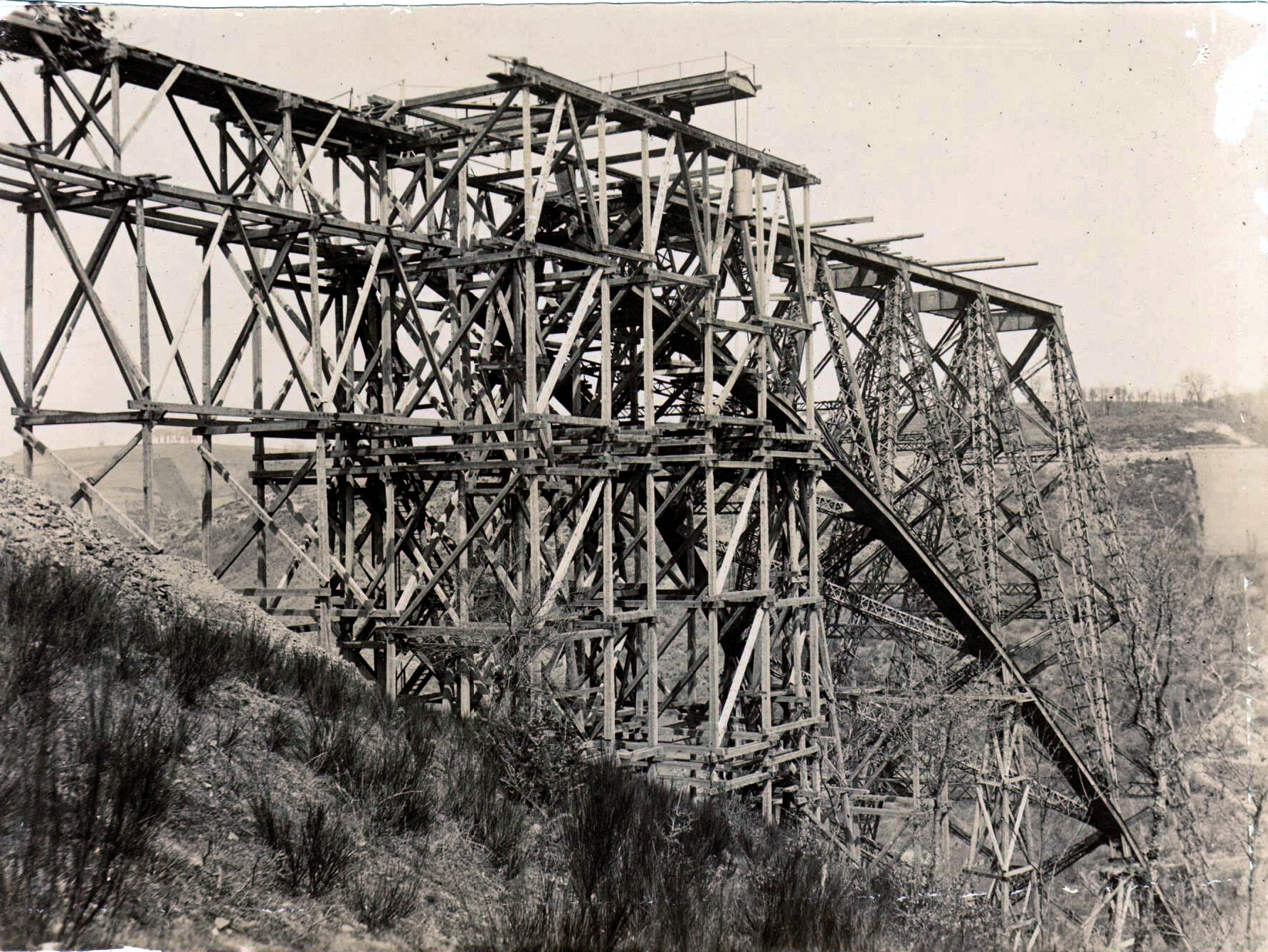
Viaducto del Viaur en construcción.
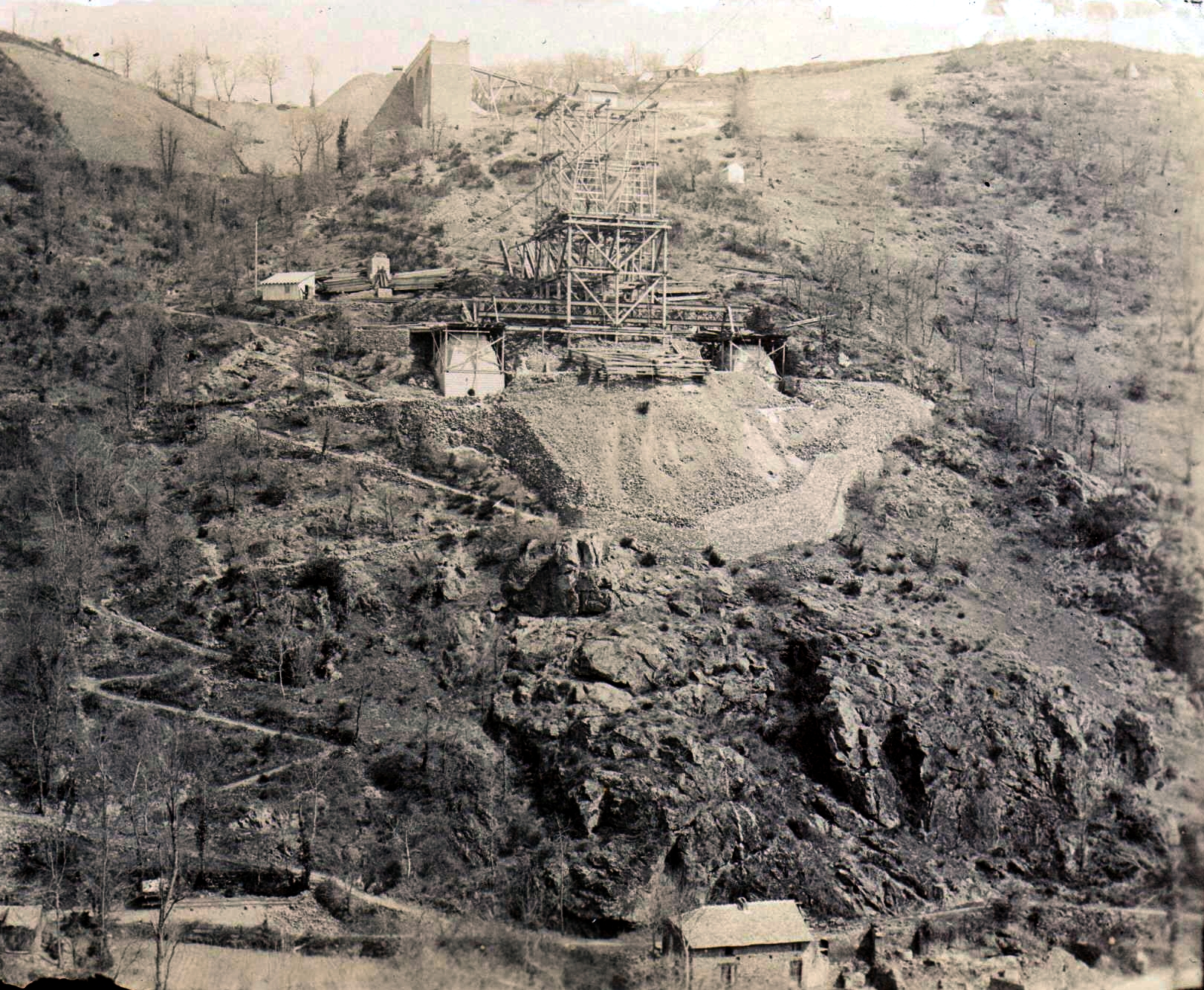
Viaducto del Viaur en construcción.
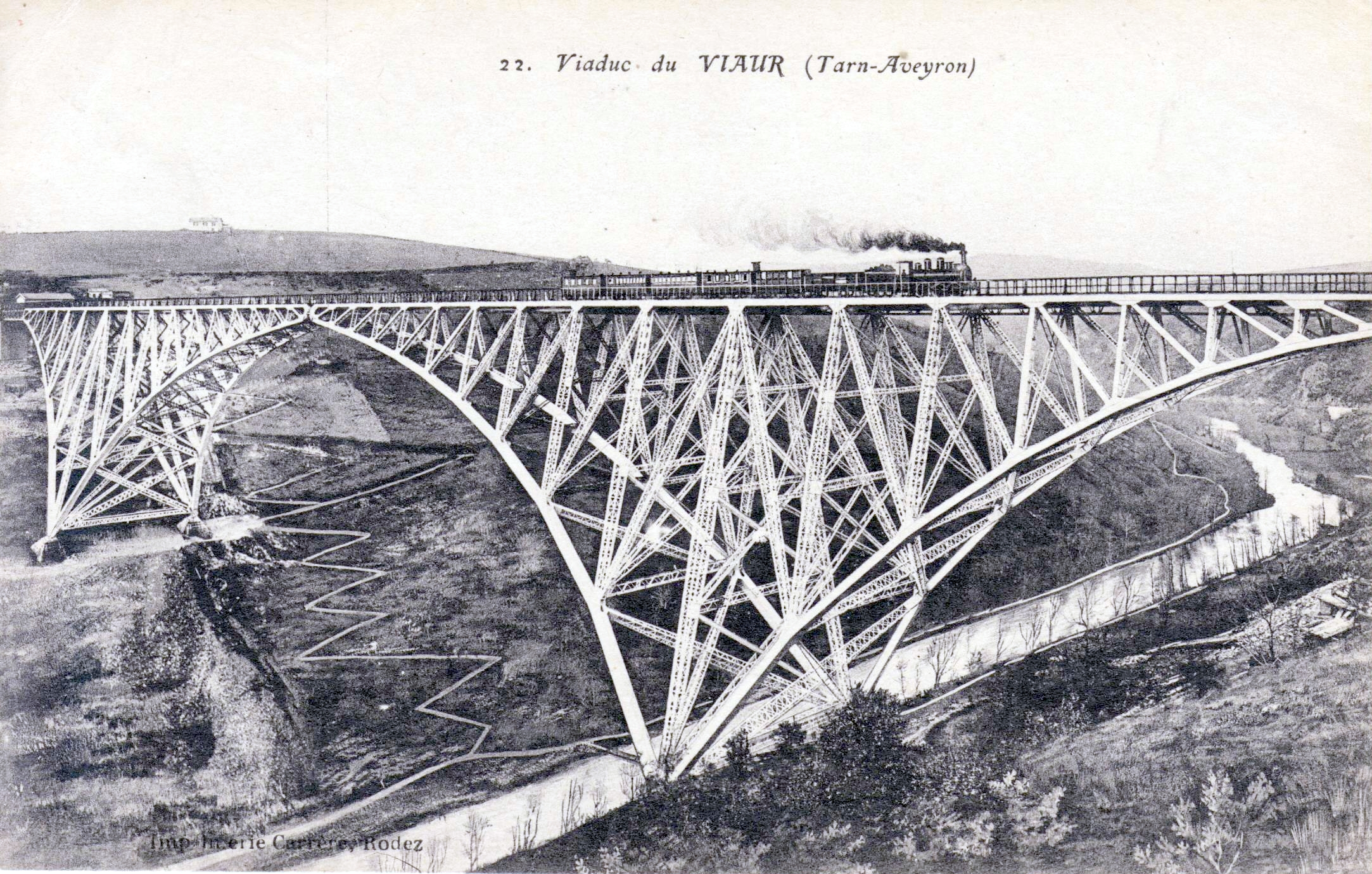
Viaducto del Viaur acabado.

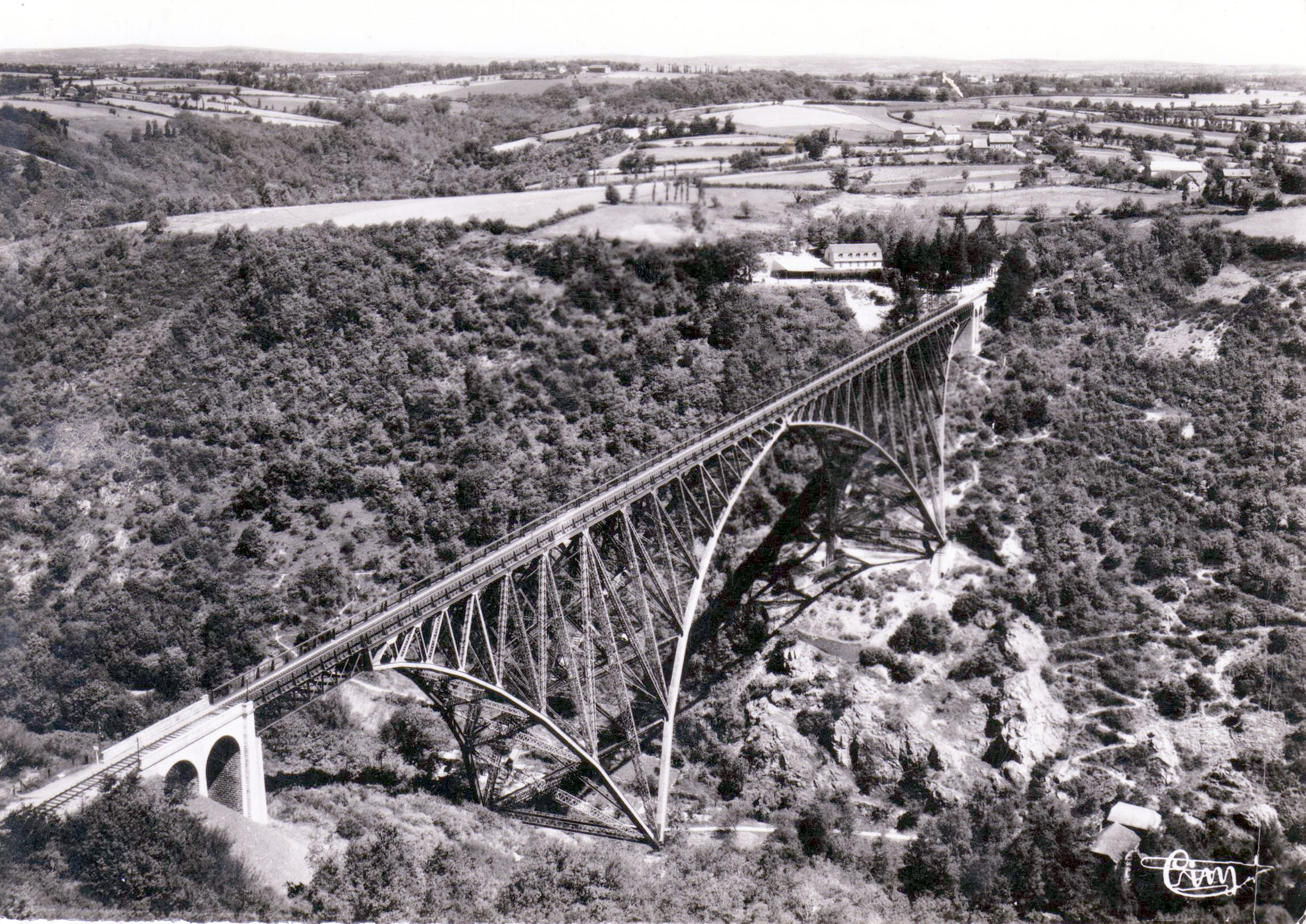
Visión de conjunto
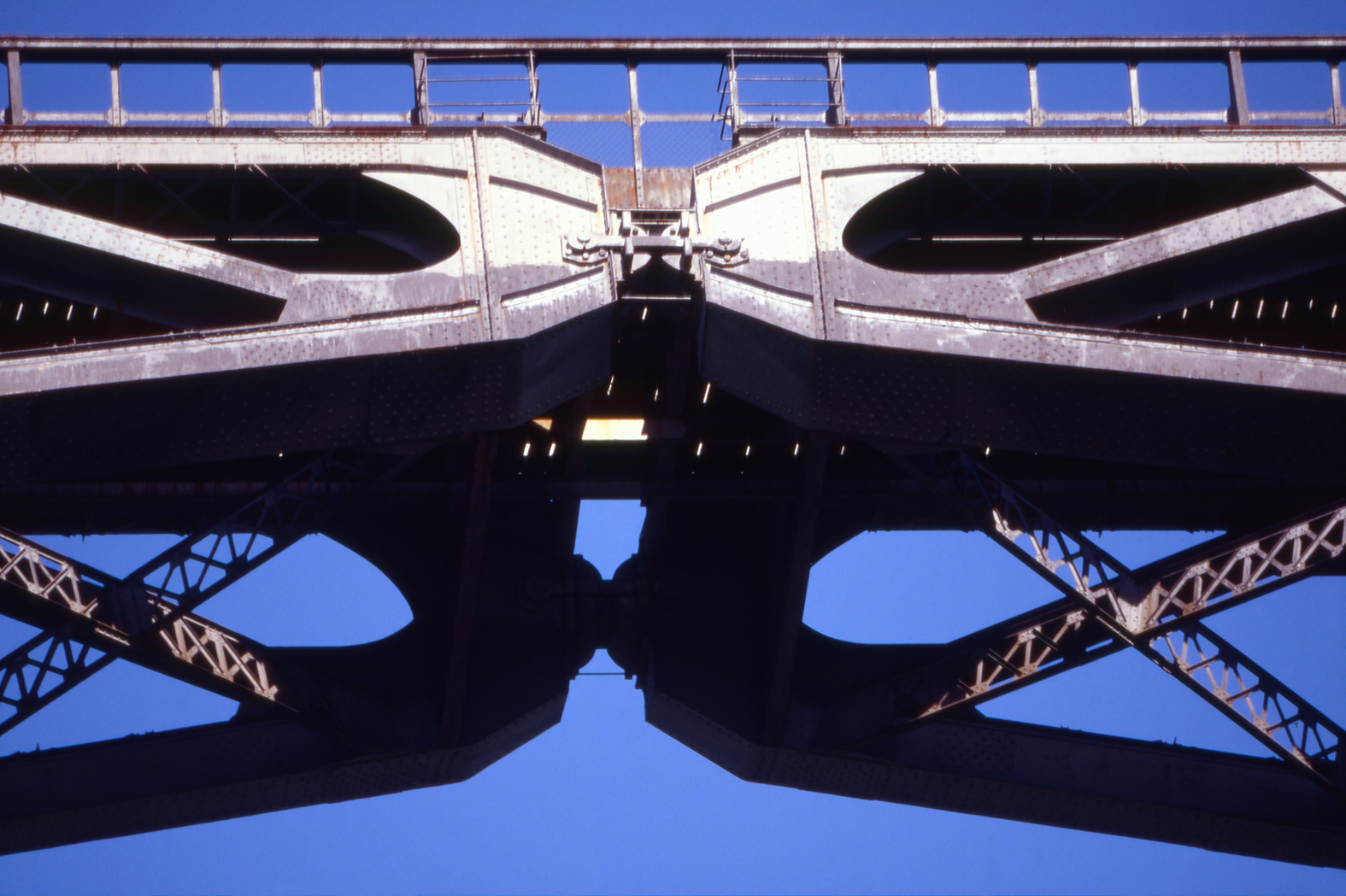
Clave de bóveda articulada
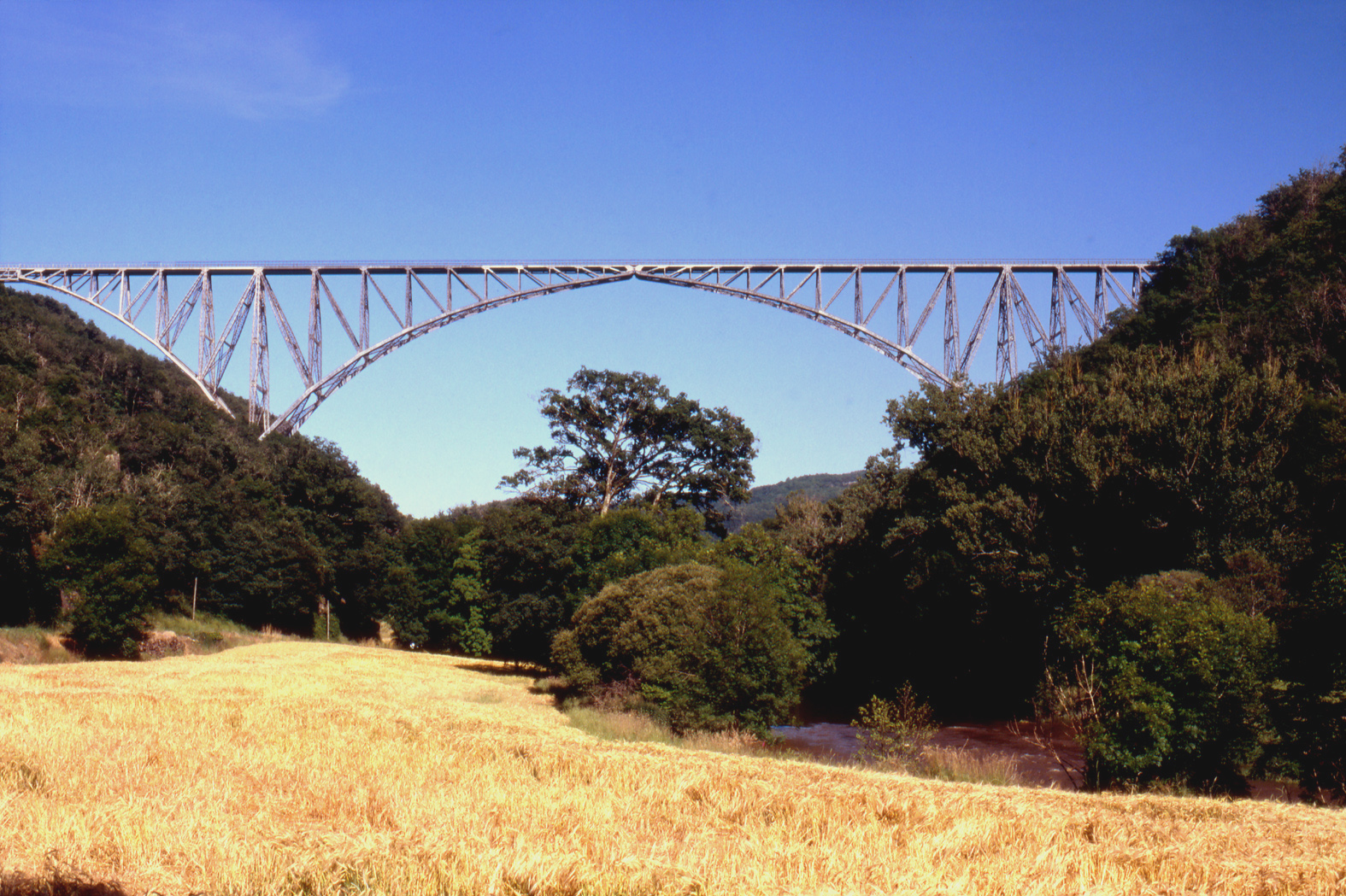
Vista general del puente
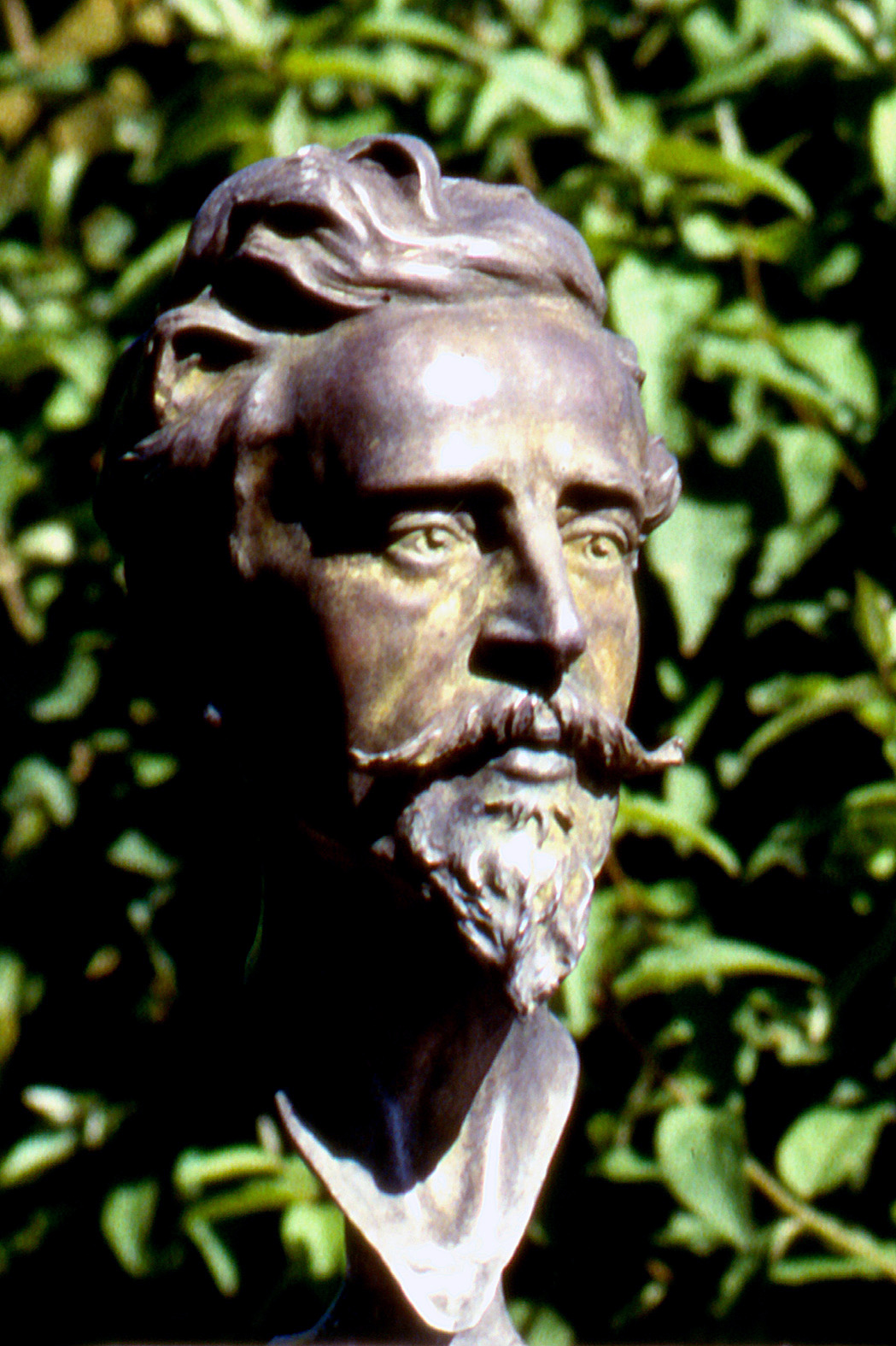
Busto de Paul Bodin
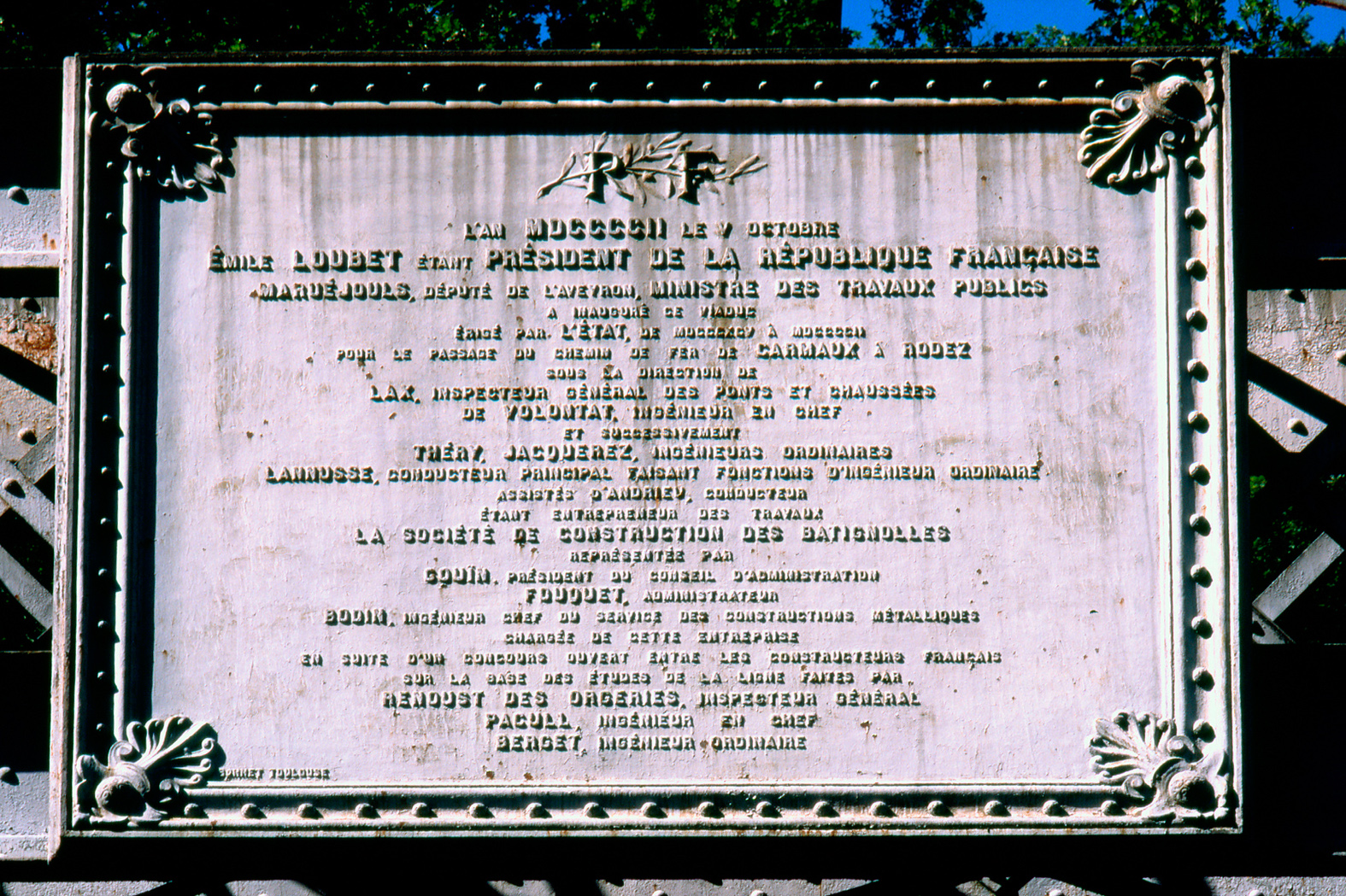
Placa conmemorativa de la inauguración